# Brunnackad solfågel
Brunnackad solfågel (Aethopyga guimarasensis) är en fågel i familjen solfåglar inom ordningen tättingar.

## Utseende och läte
Brunnackad solfågel är en liten praktfull tätting med lång och något nedåtböjd näbb. Vingarna är olivgröna och undersidan gulaktig. Hanen är svartaktig på ansikte, strupe och bröst, med ett purpurfärgat mustaschstreck och grön hjässa. Den liknar olivryggig solfågel, men skiljer sig på en röd fläck på bröstet och rödaktig anstrykning på huvudets baksida och övre delen av ryggen. Den mer färglösa honan liknar hona guldstrupig solfågel, men saknar gul övergump. Bland lätena hörs en ljus melodi och något hesa och ljusa "tsee-tsee-tsee".

## Utbredning och systematik
Brunnackad solfågel förekommer i Filippinerna och delas upp i två underarter med följande utbredning:
- Aethopyga guimarasensis guimarasensis – på Panay och Guimaras
- Aethopyga guimarasensis daphoenonota – på Negros

Tidigare betraktades den som en underart till eldsolfågel (A. flagrans). 

## Levnadssätt
Brunnackad solfågel förekommer i låglänta områden och lägre bergstrakter. Den hittas i skog och skogsbryn.

## Status och hot
Arten har ett stort utbredningsområde, men tros minska i antal, dock inte tillräckligt kraftigt för att den ska betraktas som hotad. Internationella naturvårdsunionen IUCN listar arten som livskraftig (LC).